# Through her Eyes
Through her Eyes ist ein 2017 veröffentlichter Kurzfilm der nigerianischen Regisseurin Nadine Ibrahim. Er erzählt die Geschichte einer 12-jährigen Selbstmordattentäterin und wurde unter anderem auf dem Los Angeles Cinema Festival und dem Africa International Film Festival gezeigt, wo er für den Preis als bester Kurzfilm nominiert war.

## Handlung
Der Film folgt der Fahrt der 12-jährigen Azeeza, die selbst bei einem Überfall auf ihr Dorf von Terroristen entführt wurde, zu dem Ort des Selbstmordattentats. Er zeigt ihren Weg von dem Auto der Terroristen, die sie an ihre Instruktionen erinnern, über einen kurzen Fußweg und eine längere Taxifahrt, auf der sie mit dem Taxifahrer über das Schicksal spricht. Wir sehen typische nigerianische Landschaft sowie immer wieder Azeezas Gesicht und das des Taxifahrers. Diese Szenen werden von Rückblenden an eine glückliche Kindheit, an den Überfall auf ihr Dorf und Gewalt während und nach der Entführung unterbrochen. Als letzte Einstellung sieht man Azeeza nach dem Aussteigen aus dem Taxi auf einem Marktplatz stehen. Im Abspann werden Fakten über Selbstmordattentate genannt, insbesondere durch Mädchen in Nigeria und dazu aufgerufen, die Ursachen dieser Gewalt zu bekämpfen.

## Hintergründe
Nadine Ibrahim gibt an, die häufigen Nachrichten über Selbstmordattentate im Norden Nigerias haben sie zunächst zu Nachforschungen zu dem Thema angeregt. Als sie herausfand, dass ein Großteil der Attentate von jungen Mädchen ausgeführt wird, berührte sie das sehr und sie beschloss einen Film zu dem Thema zu machen. Laut UNICEF hat die Terrororganisation Boko Haram in Nigeria tausende Kinder entführt und dazu gebracht, Selbstmordattentate zu begehen. Alleine aus eine Schule in einem Dorf im Nordosten Nigerias, Chibok wurden im Jahr 2014 276 Mädchen aus der Schule entführt und möglicherweise zu Selbstmordattentäterinnen gemacht. Insbesondere ein Anschlag von zwei vermutlich erst sieben- oder achtjährigen Mädchen auf einem Markt in Maiduguri erregte 2016 weltweit Aufsehen.